# Rudziczka (Silésie)
Pour les articles homonymes, voir Rudziczka.
Rudziczka est une localité polonaise située dans le powiat de Pszczyna en voïvodie de Silésie.